# Christian Gottfried Daniel Stein
Christian Gottfried Daniel Stein (* 14. Oktober 1771 in Leipzig; † 14. Juni 1830 in Berlin) war deutscher Geograph.

## Leben
Stein lernte an der Thomasschule und studierte in Leipzig, wurde 1795 an das Graue Kloster in Berlin berufen, an welchem er bis zu seinem Tod am 14. Juni 1830 wirkte.

## Werke (Auswahl)
Von seinen zahlreichen Werken sind besonders zu nennen sein mit Ferdinand Hörschelmann begründetes
- Handbuch der Geographie und Statistik für die gebildeten Stände begr. durch C. G. D. Stein; Ferd. Hörschelmann. (Leipzig 1809, 3 Bde.; neu bearbeitet von Wappäus, Otto Delitsch, Meinicke u. a., 7. Aufl., das. 1853–71, 4 Bde.)
- Teutsch-Griechisches Handwörterbuch. Berlin, 1815.
- Dr. C. G. D. Stein’s Geographie für Schule u. Haus. (27. Aufl. von Wagner und Otto Delitsch, Leipzig 1877)
- Geographisch-statistisches Zeitungs-, Post- und Comtoir-Lexicon von Dr. Christian Gottfried Daniel Stein. (2. Aufl., Leipzig 1818–21, 4 Bde.; nebst zwei Nachträgen, Leipzig 1822–24)
- Über den preußischen Staat nach seinem Länder- und Volksbestand. Berlin 1818.
- Handbuch der Geographie und Statistik des preußischen Staats, nach seinen neuesten Bestimmungen . Vossische Buchhandlung, Berlin 1819 (Google Books).
- Reisen nach den vorzüglichsten Hauptstädten von Mitteleuropa. 7 Bde., Leipzig 1827–29.

Sein Neuer Atlas der ganzen Erde (Leipzig 1814) erlebte in der Bearbeitung durch Ziegler, Lange u. a. eine 33. Auflage (28 Karten mit Tabellen etc., Leipzig 1875).